# La Sérénade (Leyster)
Pour les articles homonymes, voir La Sérénade.
La Sérénade est un tableau réalisé en 1629 par la peintre néerlandaise Judith Leyster. De format vertical, cette peinture à l'huile exécutée sur un panneau de bois figure devant un fond neutre un joueur de luth pendant une sérénade. Longtemps considérée comme de la main de Frans Hals, l'œuvre n'a été rendue à sa créatrice qu'en 1893, par Cornelis Hofstede de Groot. Achetée en 1908, elle est conservée au Rijksmuseum Amsterdam, à Amsterdam.